# Ché Aimee Dorval
Ché Aimee Dorval (Vancouver, 1984/1985) is een Canadees singer-songwriter. Haar debuutalbum Underachiever bracht ze in eigen beheer uit in 2009. In 2015 tourde ze door het Verenigd Koninkrijk als openingsact van de Australische folkzangeres Kim Churchill en ter presentatie van haar eigen ep Volume one. In de loop der jaren heeft ze veelvuldig samengewerkt met metalzanger Devin Townsend (Strapping Young Lad, Devin Townsend Project).

## Biografie

### Beginjaren enUnderachiever(2000-2009)
Dorval gaf haar eerste optreden op 16-jarige leeftijd in een bistro. Na het afronden van haar opleiding trok ze als straatmuzikant door Europa. In 2007 won Dorval David Foster's British Columbia Star Search. Dit leidde tot opnamesessies in Los Angeles met Greg Wells en Kara DioGuardi. Ze kon zich niet vinden in het uitvoeren van andermans werk en keerde terug naar Vancouver om weer eigen muziek te maken. Haar debuutalbum Underachiever werd uitgebracht in 2009. Dorval was er niet tevreden over aangezien het album een product was van een periode waarin ze nog niet goed wist wat ze aan het doen was. Nog dat jaar leerde ze Devin Townsend kennen via Dave Young, een gemeenschappelijke vriend. Dat leidde tot haar bijdrage als gastzangeres aan Townsend's album Ki.

### Casualties of coolenBetween the walls and the window(2010-2019)
Tussen oktober 2010 en februari 2014 werkte ze met Townsend aan het conceptalbum Casualties of cool dat in 2014 werd uitgebracht. Er volgde een tour door het Verenigd Koninkrijk. De samenwerking met Townsend inspireerde haar om haar solocarrière weer aandacht te geven. Er volgde nog een tour door het Verenigd Koninkrijk, ter ondersteuning van haar in oktober 2014 uitgebrachte ep Volume one, terwijl ze diende als openingsact voor de Australische folkzangeres Kim Churchill. Het zelfvertrouwen dat ze opbouwde tijdens deze tour, leidde tot het schrijven en opnemen van haar tweede studioalbum Between the walls and the window dat verscheen in 2017. In 2019 verleende ze medewerking aan Townsend's album Empath. Ze ging ook mee met de tour rondom dat album, om haar medewerking ook live te vertolken.

### Sad Songs for Quarantined LoversenThe Crowned(2020-heden)
In 2020 bracht Dorval de ep Sad Songs for Quarantined Lovers uit, bestaande uit vier covers en een origineel nummer. De nummers zijn alleen in het geheel te beluisteren door degenen die hebben gedoneerd aan de bijbehorende GoFundMe-campagne die was opgezet als gevolg van de coronapandemie van 2019-2020. Een van de covers is Almost again, oorspronkelijk van de extreme-metalband Strapping Young Lad. Het opnemen van deze cover leidde tot een nieuwe samenwerking met Townsend die zanger-gitarist was van de band; hij begeleidde Dorval op basgitaar.
Op 19 januari 2023 kwam haar album The Crowned uit. Ook met dit album deed Dorval een tour, onder andere in Nederland als voorprogramma van Anneke van Giersbergen.

## Discografie

### Albums
- Underachiever, 2009
- Casualties of cool, 2014 (met Devin Townsend)
- Between the walls and the window, 2017
- The Crowned, 2023

### Ep's
- Volume one, 2014
- Sad Songs for Quarantined Lovers, 2020